# Alessandro Tersigni
Alessandro Tersigni (Roma, 11 ottobre 1979) è un attore italiano.

## Biografia
Dal 1989 al 1993 è stato cantore presso la Schola Puerorum Cappella Sistina diretta dal Maestro Mons. Domenico Bartolucci.
Nel 2007, dopo aver lavorato come vigile del fuoco per qualche tempo, ottiene notorietà per la partecipazione alla settima edizione del reality show di Canale 5 Grande Fratello in cui si classifica al secondo posto: successivamente Tersigni intraprende la carriera di attore, recitando in vari film per il cinema e soprattutto in fiction televisive di Mediaset e Rai.
Dopo l'esordio cinematografico nel film Scusa ma ti voglio sposare, regia di Federico Moccia, dove ha fatto una comparsa, è protagonista del film 5 (Cinque), diretto da Francesco Dominedò. Tra i suoi lavori sul piccolo schermo ci sono le serie televisive I Cesaroni, Un medico in famiglia e il ruolo di Vittorio Conti, uno dei protagonisti ne Il paradiso delle signore, unico personaggio presente sin dall'inizio, uscendo di scena alla fine dell’ottava stagione.

### Vita privata
Dal 2007 al 2009 è stato fidanzato con Melita Toniolo; nel 2010 Tersigni conosce la ballerina di Gambatesa Maria Stefania Di Renzo, ex concorrente della seconda edizione del talent show di Canale 5 Amici di Maria De Filippi, con cui si è sposato il 9 luglio 2016. La coppia ha due figli. .

## Teatro
- Maria di Nazareth, regia di M. P. Liotta (2008)

## Filmografia

### Cinema
- Scusa ma ti voglio sposare, regia di Federico Moccia (2010)
- 5 (Cinque), regia di Francesco Dominedò (2011)
- Noi eravamo, regia di Leonardo Tiberi (2016)
- Wine to Love - I colori dell'amore, regia di Domenico Fortunato (2018)

### Televisione
- Grande Fratello 7 - concorrente (Canale 5, 2007)
- 7 vite - serie TV, episodio 2x10 (2009)
- Don Matteo  - serie TV, episodio 7x23 (2009)
- Romanzo criminale  - La serie - serie TV, 4 episodi (2010)
- Ho sposato uno sbirro - serie TV, 1 episodio (2010)
- R.I.S. Roma  - Delitti imperfetti - serie TV, 6 episodi (2011)
- I Cesaroni - serie TV, 41 episodi (2012-2014)
- Un medico in famiglia - serie TV, 9 episodi (2013)
- Il paradiso delle signore - soap opera, 895 episodi (2015-2024)
- Le tre rose di Eva - serie TV, 14 episodi (2015)
- Ralph De Palma - L'uomo più veloce del mondo, regia di Antonio Silvestre (2020) - documentario, nel ruolo di Ralph de Palma
- Cuori - serie TV, 12 episodi (2023)

### Programmi televisivi
- Grande Fratello 7 - concorrente (Canale 5, 2007)
- Meraviglie - La penisola dei tesori  - programma TV, episodio 1x02 (2018) - nel ruolo di Giotto[4]
- Ralph De Palma - L'uomo più veloce del mondo, regia di Antonio Silvestre (2020) - documentario, nel ruolo di Ralph de Palma